# Préludes de Blacher
Les Vingt-quatre préludes sont vingt-quatre pièces pour piano composées par Boris Blacher en 1974, quelques mois avant sa mort. Ils sont dédiés à son épouse, la pianiste Gerty Herzog (de).

## Composition
Boris Blacher compose ses Vingt-quatre préludes en 1974, moins d'un an avant sa mort : « Ils furent la dernière composition pour piano de Blacher, et aussi la plus importante, tant par leur longueur que par la signification qu'ils revêtent dans l'ensemble de son œuvre ». Ils sont dédiés à son épouse, la pianiste Gerty Herzog (de).
La partition est publiée par Bote & Bock en 1978.

## Présentation
1. en ut majeur — Allegro à 
 ( = 76) ;
2. en si mineur — Allegretto en « mètres variables » (3 4 5 6 7 8, soit 
, 
 / 
, 
, 
, 
 / 
, 
, 
, 
, 
, 
, etc.) ;
3. en ut dièse majeur — Moderato à 
 ( = 80) ;
4. en si bémol mineur — Presto à 
 ( = 192) ;
5. en ré majeur — Allegretto en « mètres variables » (8 7 ... 4 3) ;
6. en la mineur — Andante à 
 ( = 126) ;
7. en mi bémol majeur — Maestoso à 
 ( = 152) ;
8. en sol dièse mineur — Agitato à 
 ( = 76) ;
9. en mi majeur — Adagio ( = 60) en « mètres variables » (1 2 3 4 ... 5 8) ;
10. en sol mineur — Vivace à 
 ;
11. en fa majeur — Lento à 
 ( = 88) ;
12. en fa dièse mineur — Allegro molto en « mètres variables » (13 8 5 3 2 1) ;
13. en sol bémol majeur — Allegretto en « mètres variables » (1 2 3 5 8 13) ;
14. en fa mineur — Lento à 
 ( = 48) ;
15. en sol majeur — Vivace à 
 ;
16. en mi mineur — Adagio en « mètres variables » (8 5 3 2 1) ;
17. en la bémol majeur — Agitato à 
 ( = 152) ;
18. en mi bémol mineur — Maestoso à 
 ( = 92) ;
19. en la majeur — Andante à 
 ;
20. en ré mineur — Allegretto en « mètres variables » (3 4 5 6 7 8) ;
21. en si bémol majeur — Presto à 
 ;
22. en ut dièse mineur — Moderato à 
 ( = 88) ;
23. en si majeur — Allegretto en « mètres variables » (8 7 6 5 4 3) ;
24. en ut mineur — Allegro à 
.

La durée d'exécution est d'environ 19 min.

## Analyse
Guy Sacre observe que « huit préludes seulement emploient les mètres variables », dont Boris Blacher avait introduit l'usage dans ses Ornamente, en 1950,.
L'ordre des tonalités est « original : en partant d'ut majeur et en postulant que tous les préludes impairs seront majeurs et les pairs mineurs, le deuxième est un demi-ton plus bas (si mineur) et le troisième un demi-ton plus haut (ut dièse majeur) […] Si l'on partage le recueil en deux moitiés égales, on constate que chaque élément de l'une se réfléchit dans l'autre ».
Testament artistique de son auteur, ces Préludes « bouclent le parcours, le résument ; les fameux mètres n'y sont qu'un des moyens utilisés ; mais que d'émotions contrastées, en quelques lignes, en quelques notes ! Cet art frugal aurait pu se dessécher, il s'est gardé souple ; et l'on dirait, sous l'enveloppe ténue, qu'on sente mieux palpiter le cœur ».

## Discographie
- Horst Göbel, Boris Blacher : Das Gesamtwerk für Klavier (L'œuvre complet pour piano seul), Thorofon, 1996 (CTH 2203)

### Ouvrages généraux
- Guy Sacre, La musique pour piano : dictionnaire des compositeurs et des œuvres, vol. I (A-I), Paris, Robert Laffont, coll. « Bouquins », 1998, 1495 p. (ISBN 978-2-221-05017-0). .